# Wiosna
Wiosna (deutsch Frühling) war eine progressive und pro-europäische politische Partei in Polen. Vorsitzender und Mitgründer der Partei war der frühere Sejm-Abgeordnete und ehemalige Bürgermeister von Słupsk, Robert Biedroń. Sie löste sich am 11. Juni 2021 selbst auf und ging zusammen mit dem Sojusz Lewicy Demokratycznej in der neuen Partei Nowa Lewica auf.

## Genese
Obwohl bereits am 29. Juni 2018 als Kocham Polskę (deutsch Ich liebe Polen) registriert,  kam es erst am 3. Februar 2019 zu einem Gründungsparteitag in Warschau, auf dem die Partei unter dem neuen Namen Wiosna vorgestellt wurde. Die Änderung in Wiosna bzw. Wiosna Roberta Biedronia (deutsch Robert Biedrońs Frühling) wurde im Januar 2019 beantragt.

## Inhaltliches Profil
Grundgedanken der Partei waren die Themengebiete Frauenrechte, Gleichberechtigung, Rechte von Menschen mit Behinderung, Bildung, Öffentlicher Nahverkehr, ein besseres Gesundheitssystem, Umweltschutz und Rechtsstaatlichkeit.
Gefordert wurden eine Grundrente, eine Erhöhung des Mindestlohnes, höhere Löhne für Lehrer, freier Zugang zum Internet im gesamten Land und eine Erhöhung des Kindergeldes. Außerdem betonte der Vorsitzende Robert Biedroń die Wichtigkeit des Umweltschutzes, besonders die der Reduzierung der Luftverschmutzung. Um diese zu erreichen, sollten laut der Partei alle Zechen in Polen bis 2035 geschlossen werden, wobei Polen auf erneuerbare Energien setzen sollte.